# Санта-Марія-Глоріоза-дей-Фрарі
Собор Санта-Марія-Глоріоза-дєй-Фрарі (італ. Santa Maria Gloriosa dei Frari) — один з найвідоміших і знаменитіших соборів у Венеції. Розташований в районі Сан-Поло на однойменній площі. Коротка і загальновживана назва церкви — Фрарі.
Церква була заснована францисканцями, які отримали ділянку землі від дожа Джакопо Т'єполо. Будівництво велося з 1250 по 1338 рік, а освячена церква була лише в 1492 році.

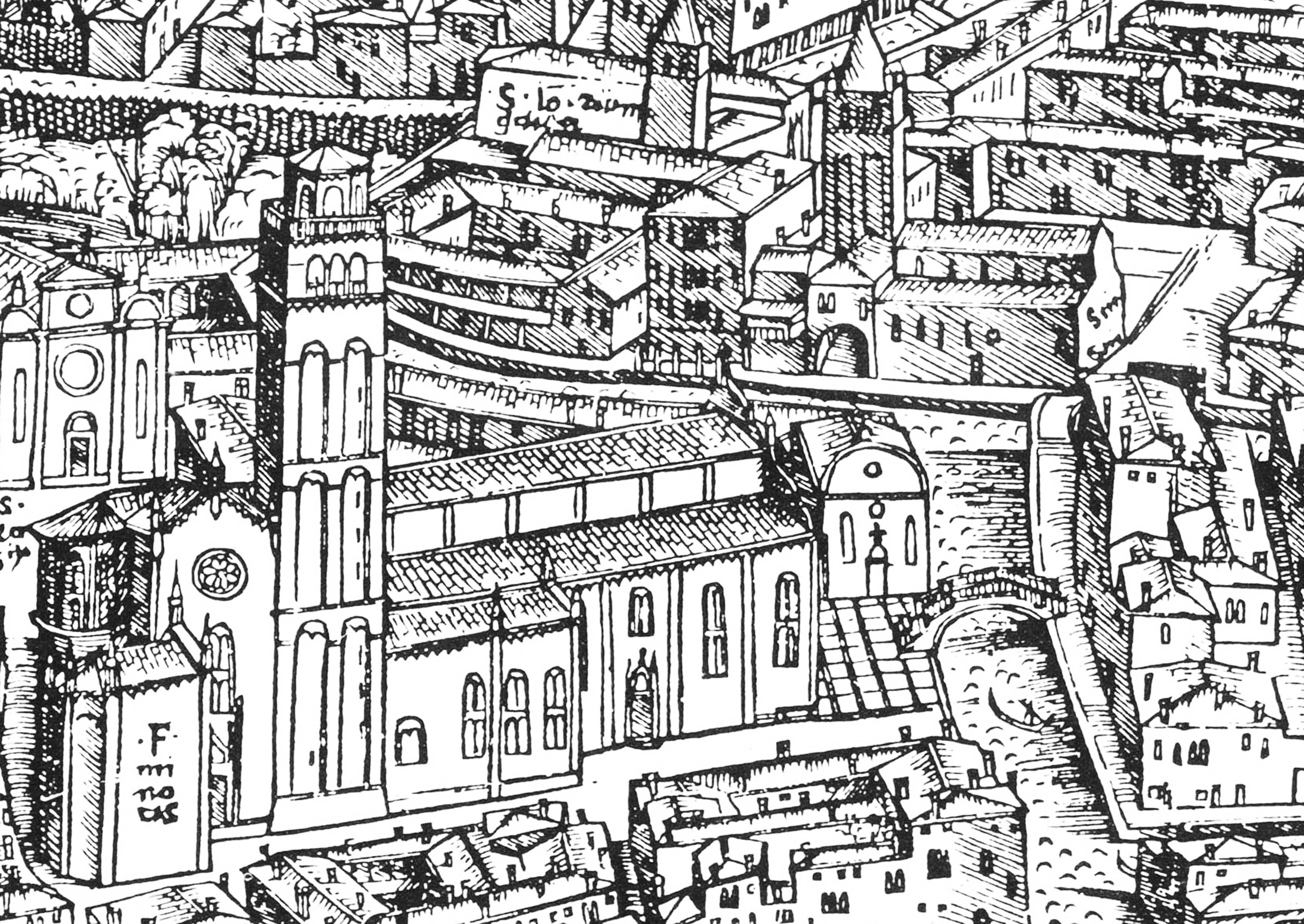
Джакопо де Барбарі. Собор Санта-Марія-Глоріоза-дєй-Фрарі і міст (фрагмент мапи 1500 року)

Церква була побудована з цеглини, в італійському готичному стилі. Фасад церкви строгий, єдині прикраси — барельєфи XV і XVI століть.
Висота дзвіниці, побудованої в 1396 році, становить 70 метрів. Дзвіниця є другою за висотою у Венеції після дзвіниці Сан-Марко.